# Schönwalde am Bungsberg
Pour les articles homonymes, voir Schönwalde.
Schönwalde am Bungsberg est une commune allemande du Schleswig-Holstein, située dans l'arrondissement du Holstein-de-l'Est (Kreis Ostholstein), à dix kilomètres au nord-est de la ville d'Eutin. Schönwalde am Bungsberg est la commune la plus peuplée des cinq communes de l'Amt Ostholstein-Mitte (« Moyen-Holstein-de-l'Est ») et le siège de cet Amt. Son complément « am Bungsberg » fait référence au Bungsberg, le point le plus haut du land de Schleswig-Holstein.

## Géographie
Schönwalde se trouve à environ 10 km au nord-est d'Eutin et à 10 km au nord de Neustadt in Holstein, dans le parc naturel de la Suisse holsteinoise. L'autoroute fédérale 1 reliant Lübeck à Fehmarn passe à environ 10 km à l'est. L'étang de Mönchneversdorf se trouve dans la commune.
La commune porte le complément de nom am Bungsberg depuis 1954.

## Histoire
Le village et l'église ont été mentionnés pour la première fois en 1240. Jusqu'en 1460, toute la région appartenait à l'abbaye de Cismar.

## Écomusée

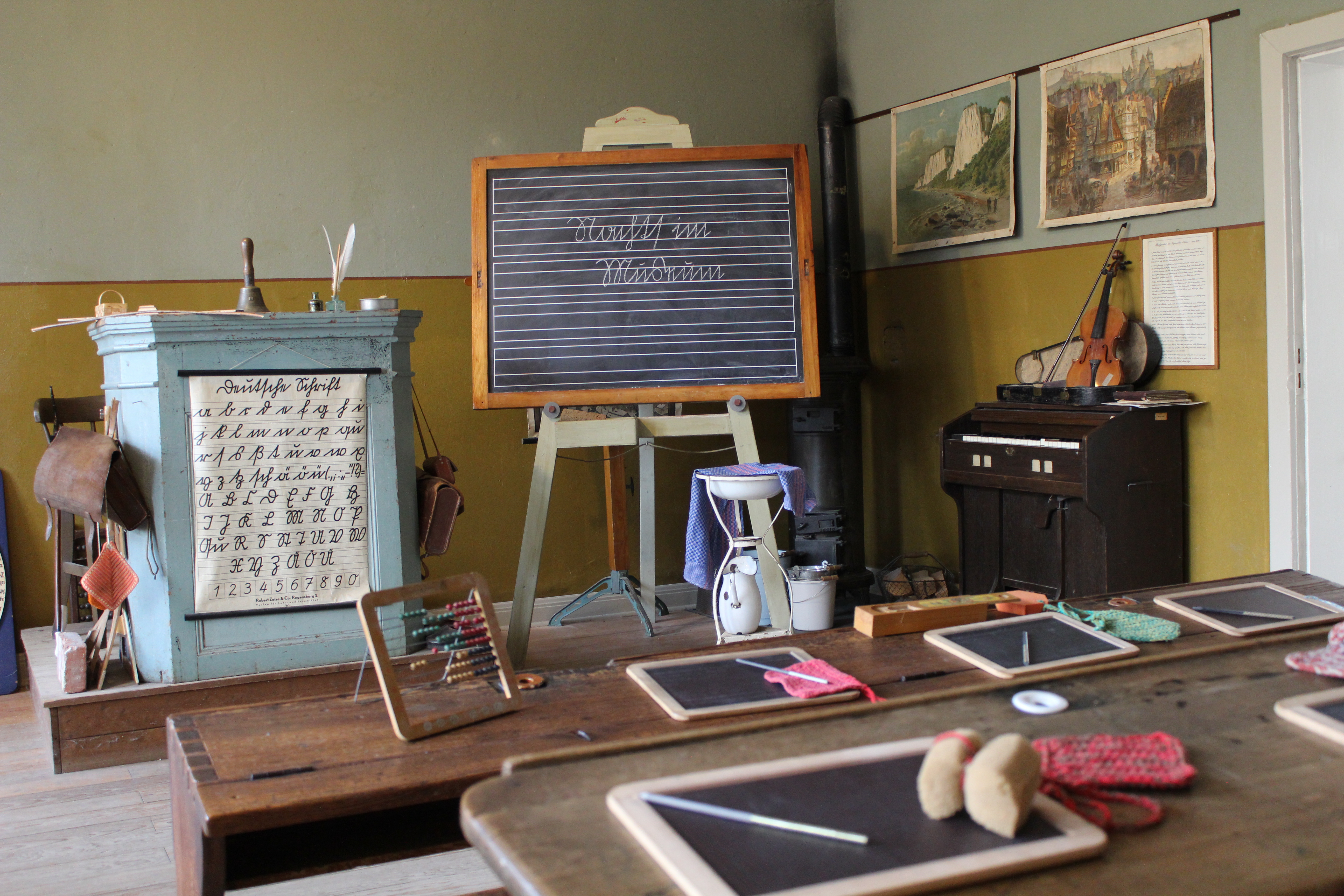
Salle de classe à l'écomusée de Schönwalde am Bungsberg.

L'écomusée se trouve au centre de Schönwalde. Il est installé dans l'ancienne école du village. Le bâtiment a été construit en 1823 en tant qu'école paroissiale et était considéré, de par son équipement avec un plancher en bois et un siège pour presque chaque élève, comme l'école la plus moderne de l'ancien domaine des ducs d'Oldenbourg. L'école pouvait accueillir deux salles de classe (élémentaires et secondaires) et un logement pour l'enseignant. Pendant 150 ans, les enfants du village y ont été instruits, puis les enseignants et les élèves ont déménagé en 1973 dans la nouvelle école communale. L'ancien bâtiment est peu à peu devenu un musée.
L'ancienne salle de classe des élèves de l'école principale, entièrement aménagée avec du mobilier scolaire d'époque, rappelle l'époque de l'école du village. Dans les autres pièces de la maison, les visiteurs ont un aperçu du monde du travail et de la vie des paysans et des artisans, des femmes au foyer et des enfants de la fin du XIXe siècle et du début du XXe siècle.
La base de la collection d'objets populaires présentée dans le musée remonte à l'initiative de l'ancien recteur Hermann Michaelsen (1904-1988). Dès le début des années 1960, il a incité ses élèves à rassembler à l'école des outils traditionnels de l'agriculture, de la sylviculture, de l'économie domestique et des métiers ruraux. L'objectif de cette vaste action de collecte était de préserver les objets d'usage quotidien qui, en raison de la technicité croissante, risquaient de disparaître dans les débarras ou les déchets encombrants, en tant que témoignages concrets d'une culture quotidienne et professionnelle passée,.